# Фосфоритовые месторождения Северной Америки
Фосфоритовые месторождения Северной Америки — запасы фосфоритов, расположенные в Северной Америке, 95 % которых сосредоточены в США. Все залежи фосфоритов США сосредоточены в Восточно-Американской провинции и в большей части Скалистых гор. Также присутствуют незначительные запасы в штатах Теннесси и Калифорния.

## Восточно-Американская провинция
Территория по некоторым данным содержит от 8,7 млрд т до 19,1 млрд т вещества. В пределах провинции выделяются два фосфоритоносных бассейна — «бассейн Северной и Южной Каролины», а также «бассейн Флориды и Джорджии».
1. Бассейн Северной и Южной Каролины — представляет собой мощный слой фосфоритов (до 12 м) вперемешку с кварцевыми песками и известняком. Среднее содержание {\displaystyle P_{2}O_{5}} от 13 до 18 %. Фосфориты этой местности легко обогащаются, а также используются для удобрения почв без какой-либо переработки. Крупнейшими месторождениями являются Ли-Крик в Северной Каролине и Бьюфорт в Южной Каролине. У побережья Северной Каролины на морском дне имеются фосфоритоносные пески. Содержание {\displaystyle P_{2}O_{5}} достигает 40 %. Месторождениями являются Фрайинг-Пэн в заливе Онслоу и Суонсборо. Их запасы оцениваются в 19 млрд т, что сопоставимо с запасами всей Восточно-Американской провинции.
2. Бассейн Флориды и Джорджии — старейший фосфоритоносный бассейн мира так как здесь первые месторождения были открыты в 1880-х гг. Фосфориты залегают на глубине 10-20 м, содержат в своём составе уран, в концентрации 0,01-0,15 %. Фосфориты этого бассейна представлены двумя типами: твёрдыми и галечными. Для твёрдых характерно большое содержание {\displaystyle P_{2}O_{5}} — до 33-36 %, а также сильно изменчива мощность слоя (иногда достигает 50 м). Галечных фосфоритов меньше, чем твёрдых из-за интенсивной эксплуатации. В среднем они содержат 30-40 % {\displaystyle P_{2}O_{5}} и залегают слоями мощностью от 0,3-7,5 м. Крупными месторождениями являются: Северная Флорида, центральная Флорида, Северо-Центральная Флорида, Сент-Огастин, Восточная Флорида и Южная Флорида (запасы последних двух месторождений сильно истощены, так как их разработка ведётся более 100 лет).